# Rivula aroa
Rivula aroa là một loài bướm đêm trong họ Erebidae.